# Procureur général du Québec c. Blaikie (1979)
Ne doit pas être confondu avec Procureur général du Québec c. Blaikie et autres (1981).
Décision
L'article 133 de la Loi constitutionnelle de 1867 ne peut être modifié par le Parlement du Québec. Cet article invalide donc les articles 7 à 13 de la Charte de la langue française qui prévoient que les lois du Québec seront adoptées uniquement en français et que la langue dans les tribunaux sera le français.
Jugement complet
texte intégral sur csc.lexum.org
Procureur général du Québec c. Blaikie aussi connu sous le nom d’« arrêt Blaikie I », est un jugement de la Cour suprême du Canada qui, en 1979, a déclaré les articles 7 à 13 de la Charte de la langue française contraires à l’article 133 de l’Acte de l’Amérique du Nord britannique (A.A.N.B.), devenu depuis la Loi constitutionnelle de 1867, rendant ainsi obligatoire l’adoption des lois et des règlements québécois en anglais et en français et permettant les plaidoiries, les pièces de procédure et les jugements dans l’une ou l’autre de ces langues.

## Contexte
En 1972, le rapport de la Commission d’enquête sur la situation de la langue française et des droits linguistiques au Québec conclut que le Québec devrait faire du français sa seule langue officielle et que, selon les avis de cinq experts constitutionnalistes de renom, il a le pouvoir de le faire malgré l’article 133 de l’A.A.N.B2 .  
En 1977, le Québec adopte la Charte de la langue française, dont l’article 1 fait du français la langue officielle du Québec. Comme langue officielle signifie langue de l’État, et donc langue des pouvoirs exécutif, législatif et judiciaire, les articles 7 à 13 de cette charte précisent que le français est la langue de ces trois pouvoirs. 

## Faits
En 1977, trois avocats, Peter M. Blaikie, Roland Durand et Yoine Goldstein, demandent au tribunal de déclarer ultra vires les articles 7 à 13 de la Charte de la langue française.

## Questions en litige
La question soumise à la Cour se lit comme suit :
Les dispositions du Chapitre III du Titre Premier de la Charte de la langue française (L.Q. 1977, chap. 5) intitulé « La langue de la législation et de la justice » sont-elles inconstitutionnelles, ultra vires ou inopérantes dans la mesure où elles contreviennent aux dispositions de l’article 133 de l’Acte de l’Amérique du Nord britannique (1867) ?
Dans les faits, il y a tout de même deux questions distinctes qui se posent : 
1) Est-ce que l’article 92 paragraphe (1) de l’A.A.N.B. permet au Parlement québécois de modifier unilatéralement cet article 133 de la Constitution de 1867? 
2) Les articles 7 à 13 de la Charte de la langue française sont-ils conformes à cet article 133?

## Positions des parties
Le procureur général du Québec invoque l’article 92 paragraphe (1) de l’A.A.N.B. pour argumenter que, malgré l’article 133 de cet acte, le Québec a compétence pour adopter les articles 7 à 13 de la Charte de la langue française. Cet argument est soutenu par le fait que la langue de la législature et des tribunaux fait partie de la constitution de la province et par le fait que ce paragraphe précise que la compétence du Québec de modifier cette constitution existe « nonobstant toute disposition contraire énoncée dans le présent acte », et donc nonobstant cet article 133. Comme argument subsidiaire, il affirme que ces articles 7 à 13 sont compatibles avec cet article 133.
Le procureur général du Manitoba appuie le procureur général du Québec.
Peter M. Blaikie, Roland Durand, Yoine Goldstein, Georges Forest, Henri Wilfrid Laurier, le procureur général du Canada et le procureur général du Nouveau-Brunswick s’opposent au procureur général du Québec et souhaitent que les conclusions de la Cour supérieure et de la Cour d’appel, voulant que les articles 7 à 13 de la Charte de la langue française sont contraires à l’article 133 et donc invalides, soient maintenues.

## Décision de la Cour
Concernant la langue des projets de loi, des lois et des règlements, la Cour suprême conclut que les articles 8 et 9 de la Charte de la langue française sont contraires à l’article 133 parce que, selon elle, « si l’on donne à chaque mot de l’art. 133 toute sa portée », une exigence de bilinguisme visant l’adoption des lois, et non seulement leur impression et leur publication, « est implicite ». Autrement dit, même si, combinés à l’article 10, les articles 8 et 9 de la Charte de la langue française reprennent l’exigence explicite de l’article 133 de publier et d’imprimer les lois dans les deux langues, la Cour parvient à déclarer ces articles 8 à 10 contraires à cet article 133 en invoquant l’existence d’une exigence qui serait implicitement prévue à ce dernier article. Et elle étend cette exigence implicite aux règlements, même si ces derniers ne sont pas mentionnés à l’article 133, car selon elle « ce serait tronquer l’obligation imposée par ce texte que de ne pas tenir compte de l’essor de la législation déléguée».
Au sujet des articles 11 et 12 de la Charte de la langue française, la Cour affirme que leur incompatibilité avec l’article 133 viendrait du fait qu’ils forceraient les personnes morales à n’employer que le français au tribunal alors que cet article 133 leur permet d’utiliser cette langue ou l’anglais. Et, dans le but d’invalider les règles favorables au français rendues applicables aux tribunaux administratifs par les articles 11 à 13, la Cour ajoute qu’« il faut donner un sens large à l’expression “les tribunaux de Québec” employée à l’art. 133 »
Plus largement, c’est l’ensemble des articles 7 à 13 de la Charte de la langue française, qui prolongent l’article 1 de cette charte selon lequel « le français est la langue officielle du Québec », que la Cour considère comme contraires à l’article 133, car ce dernier article favorise le bilinguisme alors que ces articles de cette charte favorisent le français.
Quant à savoir si l’article 92 (1), sur le pouvoir du Québec d’amender la « constitution de la province », permet de modifier cet article 133, la Cour répond que non, en invoquant le fait que cet article 133 ne ferait pas partie seulement de la constitution de la province au sens de cet article 92 (1), mais ferait plutôt partie indivisiblement de la constitution du Canada et du Québec.
Bref, dans le but de conclure que les articles 7 à 13 de la Charte de la langue française sont contraires à l’article 133 et que ce dernier ne peut être modifié par le Québec en vertu de l’article 92 (1), la Cour adopte une interprétation large de cet article 133, mais restrictive de cet article 92 (1).

## Accueil et critiques
En 2015, Karine McLaren, étudiante à la maîtrise en droit de l’Université de Moncton, pose un regard favorable sur l’arrêt Blaikie I et souligne que le principe de la prééminence du français consacré par le droit québécois « ne saurait certes aucunement justifier le non-respect des obligations constitutionnelles en matière de bilinguisme législatif25 ». Un peu dans le même sens, en 2019, le professeur Benoît Pelletier souligne, « parmi les enseignements de cet arrêt, l’importance d’une adoption simultanée des lois dans les deux langues officielles ».
À l’opposé, en 2015, Me Éric Poirier, spécialiste du droit linguistique, remet en cause le bienfondé de l’arrêt Blaikie I. Il invoque le fait qu’en 1867 le recours à l’encontre d’une violation de l’article 133 était politique et non judiciaire.
En 2019, dans un livre dont la préface a été rédigée par l’ancien juge de la Cour d’appel Jean-Louis Baudouin, Me François Côté et le professeur Guillaume Rousseau démontrent que des développements jurisprudentiels récents permettraient aujourd’hui de s’écarter des conclusions de l’arrêt Blaikie I. Dans une lettre ouverte publiée peu après, ils résument ainsi leurs arguments :
« Deux développements récents permettent de revenir au principe du français langue officielle. D’une part, l’affaire Montplaisir et d’autres jugements plus récents ont démontré qu’en vertu de son pouvoir de modifier sa propre Constitution, le Québec peut modifier le volet de l’article 133 de la Constitution de 1867 qui le concerne. 
D’autre part, la jurisprudence récente tend à interpréter moins largement les droits linguistiques liés au bilinguisme législatif ou judiciaire et à reconnaître que le Québec doit jouir d’une latitude lui permettant de protéger le français (ce qui n’est pas le cas des autres provinces, dont le Manitoba, eu égard à l’anglais).
Par conséquent, le législateur pourrait, et devrait, profiter du dépôt annoncé d’un projet de loi modifiant la Loi 101 pour rétablir une primauté de la version française des lois. »
Ce livre et cette sortie de Côté et Rousseau sont à l’origine du nouvel article 7.1 proposé par le projet de loi 96, qui précise qu’« [e]n cas de divergence entre les versions française et anglaise d’une loi, d’un règlement ou d’un autre acte visé au paragraphe 1° ou 2° de l’article 7 que les règles ordinaires d’interprétation ne permettent pas de résoudre convenablement, le texte français prévaut ».